# Winterrieden
Winterrieden – miejscowość i gmina w Niemczech, w kraju związkowym Bawaria, w rejencji Szwabia, w regionie Donau-Iller, w powiecie Unterallgäu, wchodzi w skład wspólnoty administracyjnej Babenhausen. Leży w Szwabii, około 22 km na północny zachód od Mindelheimu, przy drodze B300.

## Demografia
| Rok  | Liczba mieszk. |
| ---- | -------------- |
| 1970 | 668            |
| 1987 | 706            |
| 2000 | 874            |

## Polityka
Wójtem gminy jest Hans-Peter Mayer, rada gminy składa się z 8 osób.

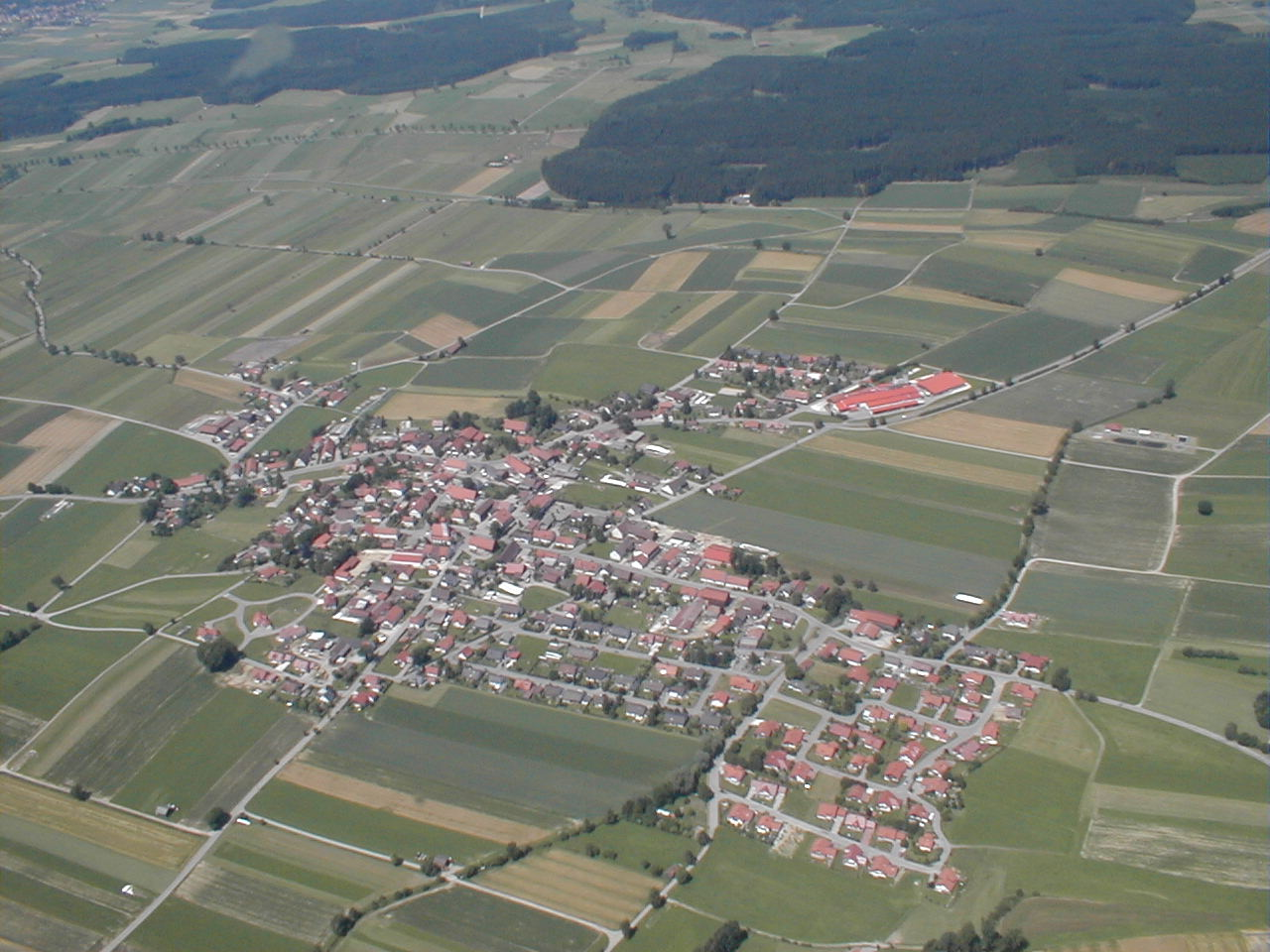
Winterrieden z lotu ptaka

|      | CSU/Unabhängige Wählergruppe | Razem |
| 2008 | 8                            | 8     |
| 2002 | 8                            | 8     |

## Oświata
W gminie znajduje się przedszkole.